# Sjarmtrollan Idrettsforening
Il Sjarmtrollan Idrettsforening è una squadra norvegese di calcio a 5, con sede a Tromsø. Nella stagione 2017-2018 milita in Eliteserie, massimo livello del campionato.

## Storia
Il Sjarmtrollan è stato fondato nel 2009. Ha partecipato per la prima volta alla massima divisione norvegese in occasione del campionato 2013-2014. Ha giocato la prima partita in questa lega in data 9 novembre 2013, nella sconfitta per 3-5 contro il Kongsvinger. Il Sjarmtrollan è aggiudicato la vittoria finale del campionato 2016-2017, per la prima volta nella sua storia, con conseguente qualificazione alla Coppa UEFA 2017-2018.

## Rosa
Aggiornata al campionato 2017-2018.
| N° | Naz.                | Ruolo | Sportivo            | Anno       |  |  |
| -- | ------------------- | ----- | ------------------- | ---------- |  |  |
| 1  | Norvegia (bandiera) | POR   | Jørgen Vik          | 26.04.90   |  |  |
| 2  | Norvegia (bandiera) | PIV   | Geirald Meyer       | 12.08.97   |  |  |
| 3  | Norvegia (bandiera) |       | Uroš Vučenović      |            |  |  |
| 5  | Norvegia (bandiera) |       | Fredrik Allertsen   |            |  |  |
| 6  | Norvegia (bandiera) |       | Joakim Roska Persen |            |  |  |
| 7  | Norvegia (bandiera) | DIF   | Sindre André Eggen  | 26.03.1998 |  |  |
| 8  | Norvegia (bandiera) |       | Martin Berg Johnsen |            |  |  |
| 9  | Norvegia (bandiera) | PIV   | Miloš Vučenović     | 10.03.88   |  |  |
| 10 | Norvegia (bandiera) | DIF   | Tobias Schjetne     | 21.08.91   |  |  |
| 11 | Norvegia (bandiera) | DIF   | Jonas Simonsen      | 16.06.92   |  |  |
| 12 | Norvegia (bandiera) |       | Simen Johansen      |            |  |  |
| 14 | Norvegia (bandiera) |       | Gaute Nilsen Fossli |            |  |  |

## Stagioni precedenti
- Sjarmtrollan Idrettsforening 2013-2014